# Улица Тёэстузе
У́лица Тёэстузе (эст. Tööstuse tänav — Промышленная улица) — улица в Таллине, столице Эстонии. Основана в 1883 году.

## География
Пролегает в микрорайонах Каламая и Карьямаа городского района Пыхья-Таллинн. Начинается от улицы Вана-Каламая, идёт на северо-запад, пересекается с улицами Валгевазе, Калью, Гранийди, Салме, Кунгла, Вольта, Пеэтри, Каларанна, Мийнисадама, Эрика, поворачивает на запад, пересекается с улицами Хундипеа и Нылва и после пересечения с улицей Ситси переходит в улицу Пальяссааре.
Протяжённость — 2360 м.

## История
Улица была построена землевладельцами Р. Гиргенсоном (R. Girgenson) и К. Шлихтингом (C. Schlichting) в 1883 году при разделе их земель. Вошедший в состав улицы Тёэстузе отрезок от улицы Соо (между улицей Вольта и железной дорогой) был построен в 1878 году по заказу и за счёт Розена, владельца гвоздевой фабрики. Бывшая улица Суур-Карьямаа (между железной дорогой и холмом Ситси) была построена около 1900 года при разделе городского пастбища Каламяэ и сдаче его в аренду под застройку.
Решением Таллинского городского совета улица получила название Тёэстузе 24 мая 1939 года в честь расположенных вдоль неё промышленных предприятий. До этого её отрезок до улицы Салме назывался улица Гиргенсонская (эст. Girgensoni tänan, нем. Girgensonstraße, нем. Girgensohnstraße); часть между улицей Вольта и железнодорожным переездом называлась улицей Соо, а участок между железнодорожным переездом и холмом Ситси назывался улицей Суур-Карьямаа.

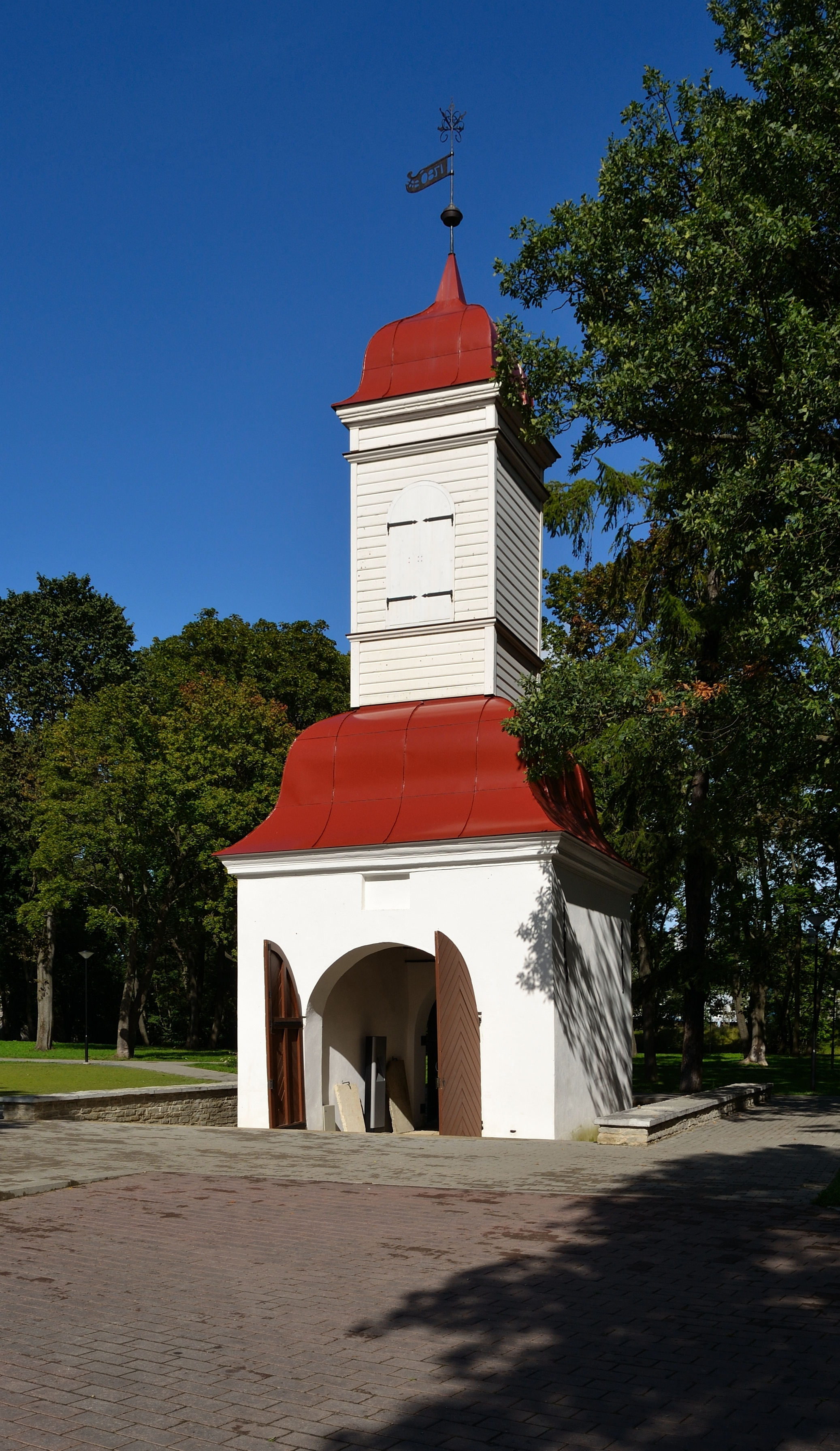
Надвратная башня-колокольня парка-кладбища Каламая (памятник культуры)

В 1921 году улица упоминается как Юргенсонская (эст. Jürgensoni tänav).

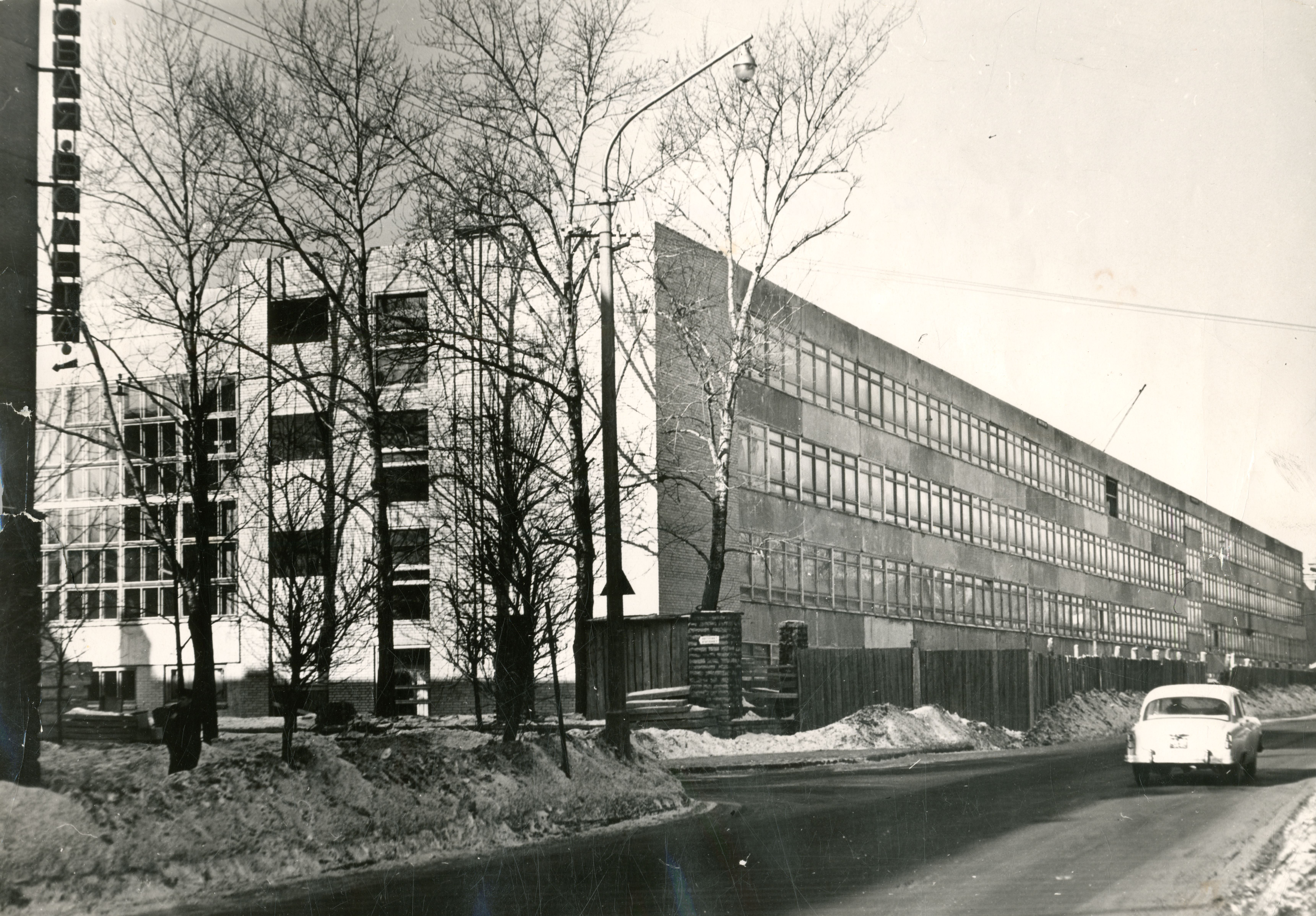
Строительство нового административного здания и производственного корпуса завода «Вольта», ул. Тёэстузе 47, 1965 год

По адресу Tööstuse tänav 47 c 1899 года по 1994 год работал машиностроительный завод «Вольта»; по адресу Tööstuse tänav 48 с 1913 года по 1992 год — [Ноблесснер|Таллинский морской завод]] (до 1914 года — завод «Ноблесснер», с 1968 до 1992 года — 7 судоремонтный завод ВМФ СССР).
Расположенный рядом с улицей парк Каламая раньше был кладбищем. Парк внесён в Государственный регистр памятников культуры Эстонии как памятник истории. Это было одно из старейших кладбищ за пределами Старого города, датируемое XVI (иногда XV) веком. Надвратная башня-колокольня была построена в 1780 году и сохранилась до наших дней. В XIX веке кладбище несколько раз расширяли, увеличив его площадь до 6,4 га. На протяжении веков здесь было захоронено большое число людей, в частности с 1842 по 1902 год — более 30 тысяч. В 1867 году была построена часовня. В 1964 году кладбище было преобразовано в парк, до этого года захоронения там продолжались. К настоящему времени надгробия не сохранились. Надвратная башня-колокольня (памятник архитектуры) была отреставрирована в 2009 году. Парк имеет относительно ровную площадь, и его пересекает сеть пешеходных дорожек. Установлены небольшие фонтаны, интерактивный инфокиоск, построена детская площадка. В башне-колокольне экспонируется несколько исторических надгробий.

## Застройка
Улица имеет участки как исторической, так и современной застройки. К первой относятся, в частности, здания и строения, внесённые в Государственный регистр памятников культуры Эстонии как памятники архитектуры:
- Tööstuse tn 3 — деревянный двухэтажный квартирный дом с подвальным и мансардным этажами. Фасады имеют дизайн в стиле хайматкунст и богато оформленные окна. Автор проекта — архитектор Эрнст Кюнерт, построен в 1922 году[10];
- Tööstuse tn 3A — деревянный трёхэтажный квартирный дом, построен в 1922 году, архитектор Эрнст Кюнерт. Составляет единый ансамбль с домом № 3[11];
- Tööstuse tn 46 — водонапорная башня–жилой дом завода «Ноблесснер»[12];
- Tööstuse tn 48 — двухэтажное административное здание завода «Ноблесснер» в рационалистическом югенд-стиле, построено в 1914 году, автор проекта — инженер В. Сахаров[13];
- Tööstuse tn 52:
  - жилой дом инженеров завода «Ноблесснер», трёхэтажное здание в представительском югенд-стиле с мансардным этажом, построено в 1914–1915 годах[14];
  - конюшня-каретная жилого дома инженеров завода «Ноблесснер»[15];
  - прачечная жилого дома инженеров завода «Ноблесснер»[16];
  - ледяной погреб жилого дома инженеров завода «Ноблесснер»[17];
  - сарай жилого дома инженеров завода «Ноблесснер»[18].

Улица Тёэстузе, памятники культуры
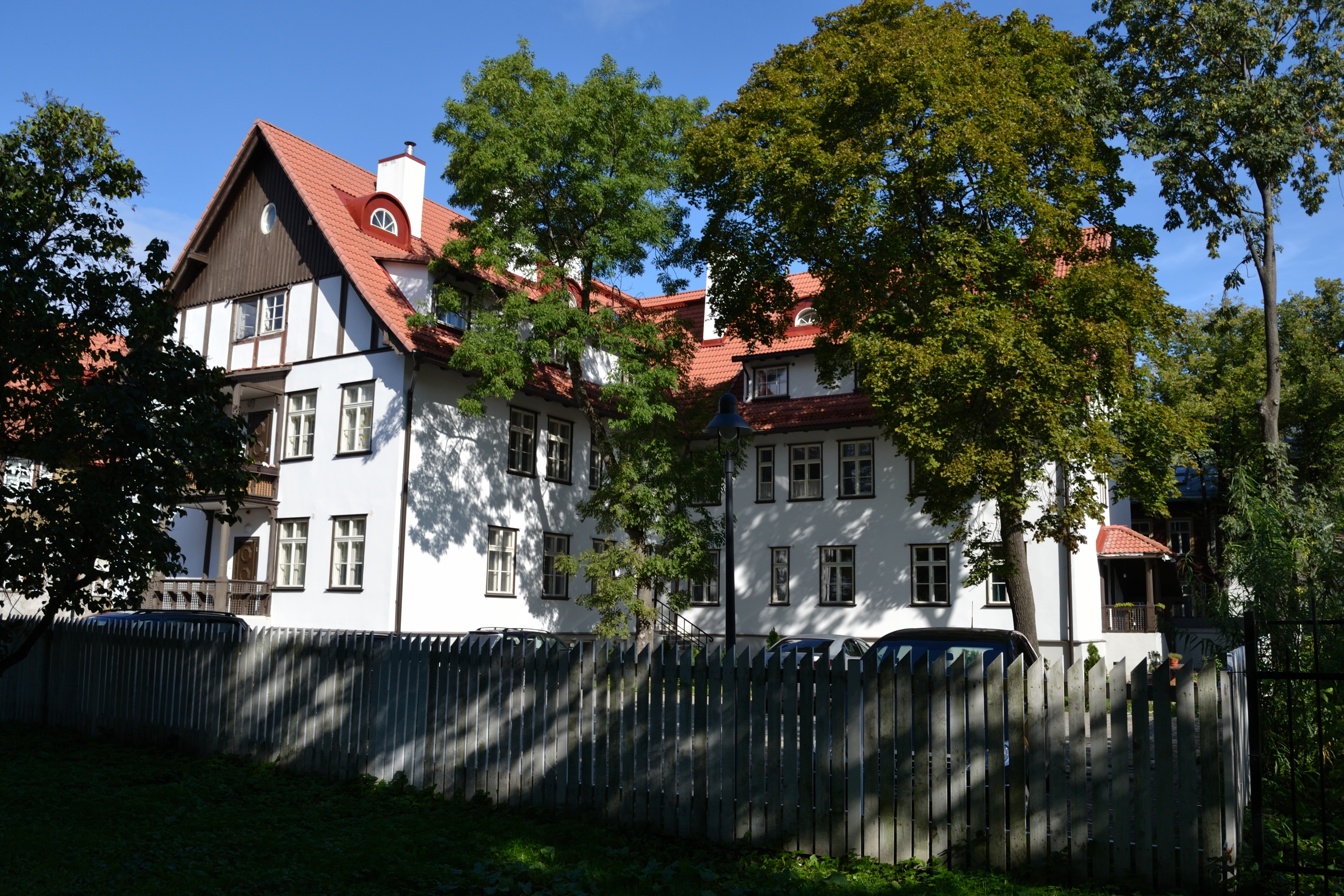
Дом 3 в 2011 году
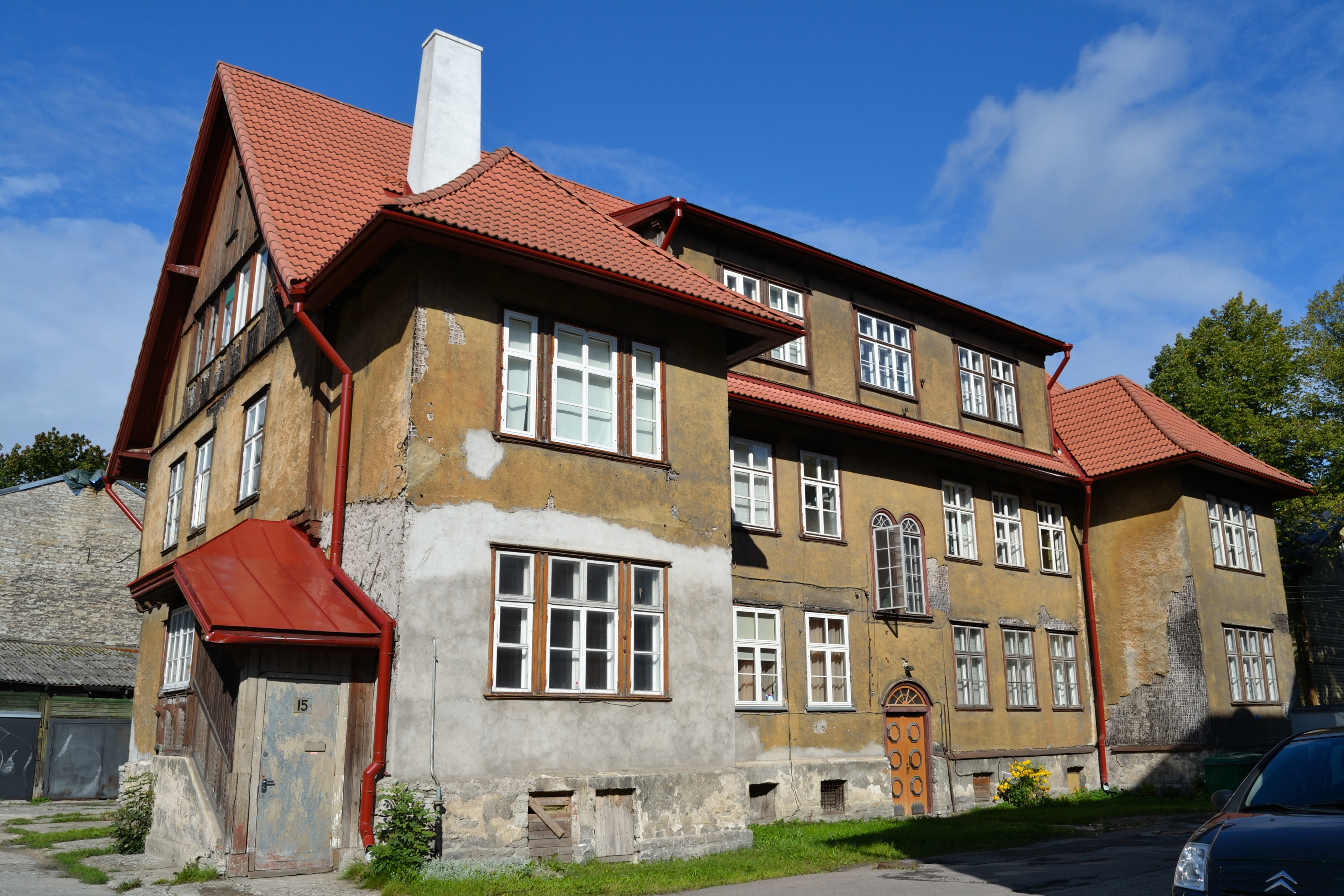
Дом 3А в 2011 году
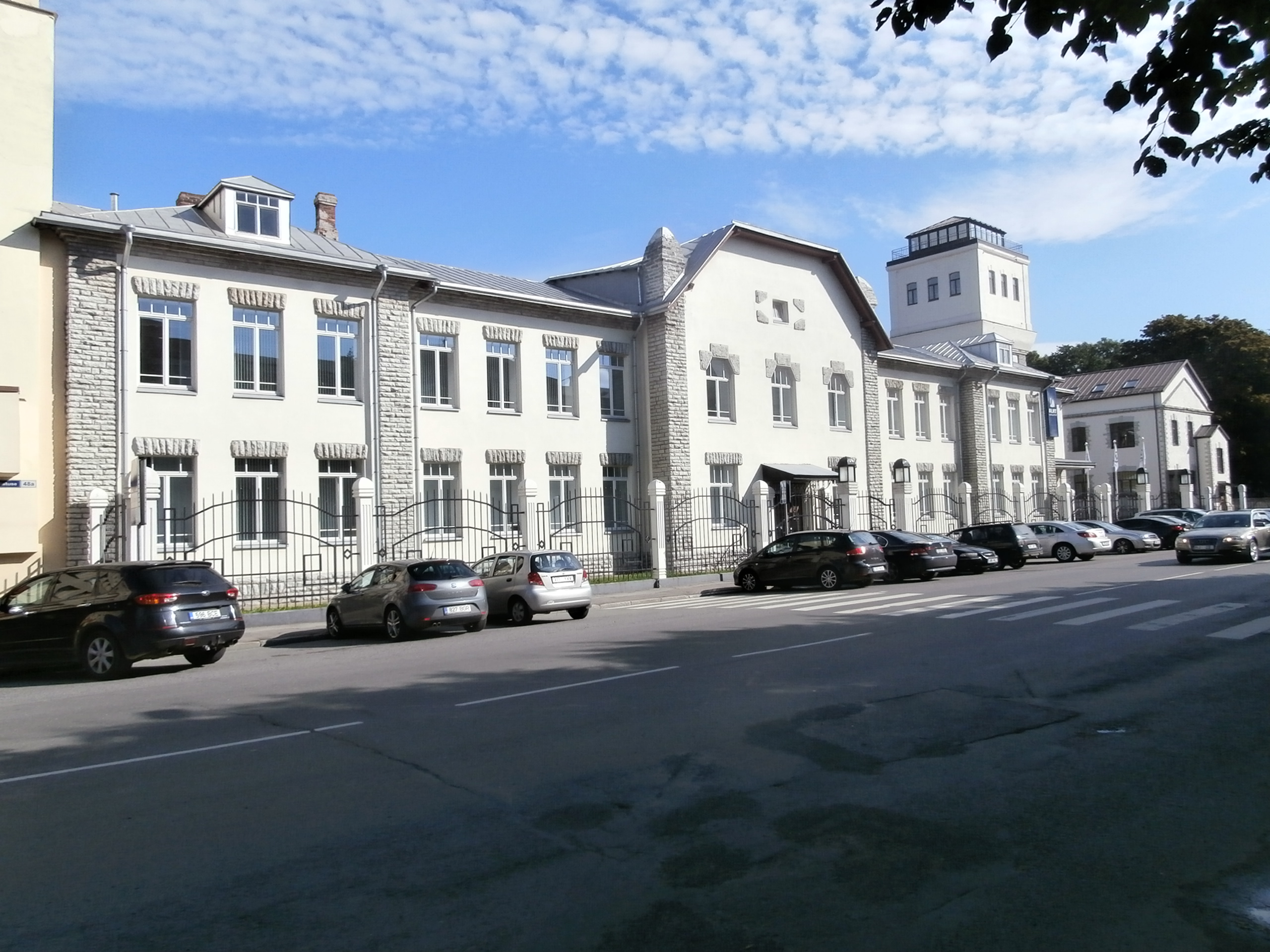
Дом 48 в 2013 году
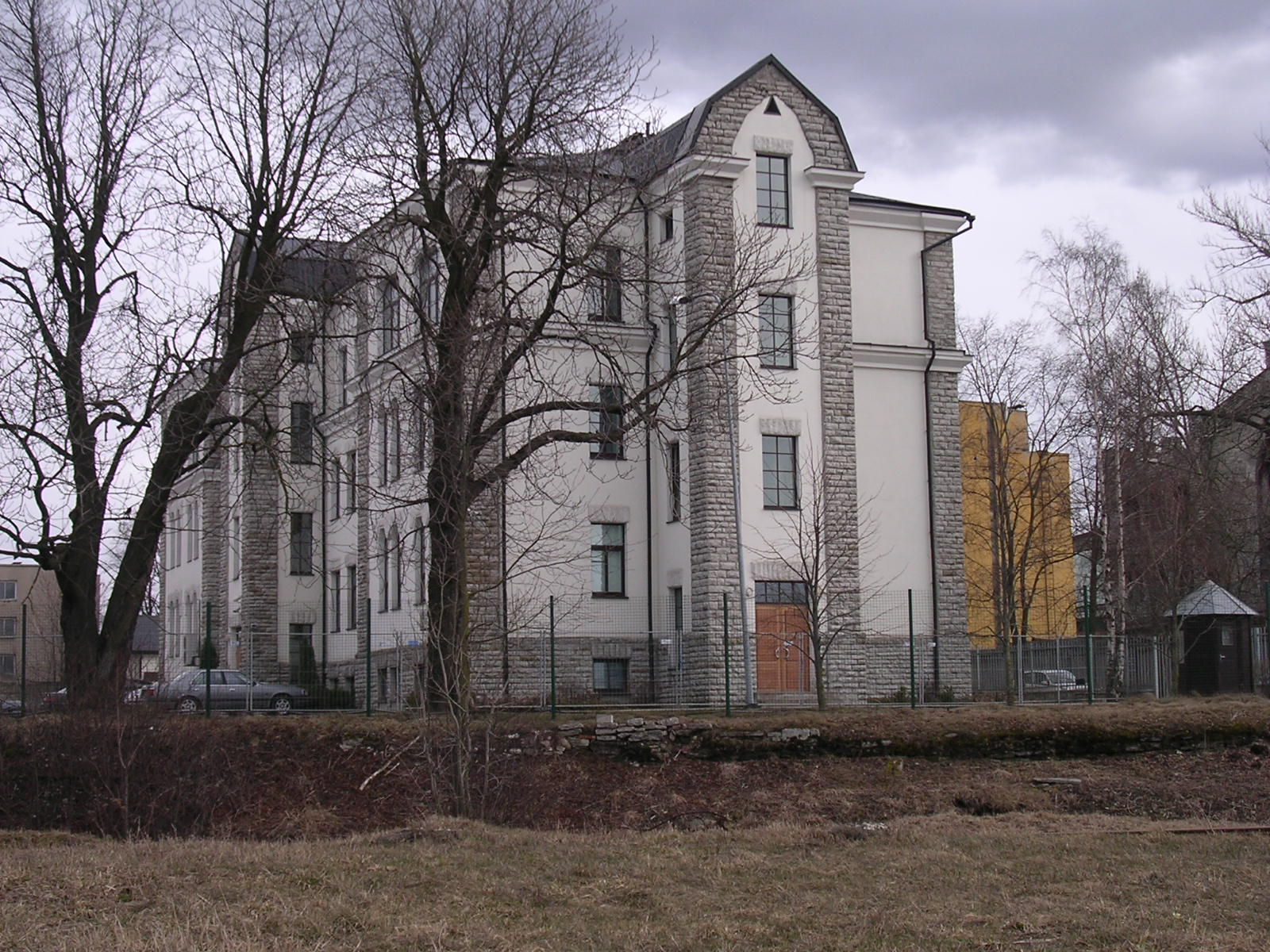
Дом 52 в 2004 году, главное здание Центральной криминальной полиции

Начало улицы в основном застроено двухэтажными деревянными жилыми домами первой половины XX века; в частности, дом 1 построен в 1946 году, дом 3 — в 1922 году, дом 23 — в 1900 году; несколько небольших жилых домов (в частности, 16, 39) построены в 2010-х годах. В 1962–1969 годах в конце улицы были возведены 9 пятиэтажных панельных домов серии 111-121.
Квартал «Вольта», квартал «Нобнесснер»
На месте бывшего завода «Вольта» с 2000-х годов возводится офисно-жилой квартал «Вольта». Административное здание завода по адресу Tööstuse tänav 47А перестроено в жилой дом в 2008 году; на его первом этаже расположены магазины. Жилой дом на месте заводского корпуса по адресу Tööstuse tänav 47B построен в 2017 году, офисно-жилой дом на месте цеха по адресу Tööstuse tänav 47D построен в 2019 году. На месте бывшего завод «Ноблесснер» возводится офисно-жилой квартал «Ноблесснер».

## Учреждения и предприятия
- Tööstuse tn 1 — галерея «Mäsu galerii» Таллинской художественной гимназии[21];
- Tööstuse tn 33 — кафе «Salt'sUp»;
- Tööstuse tn 35 — кафе «T35 Topellier»;
- Tööstuse tn 47A — продуктовый магазин «Salme»;
- Tööstuse tn 48 — офис порта Ноблесснер;
- Tööstuse tn 48A — кафе «Vernalia»;
- Tööstuse tn 52 — в отреставрированном историческом здании бывшего завода «Ноблесснер» располагается Центральная криминальная полиция Департамента полиции и пограничной охраны Эстонии[22];
- Tööstuse tn 54 — здание караульного батальона Военной полиции;
- Tööstuse tn 88 — бар «Vesta»;
- Tööstuse tn 103 — супермаркет торговой сети «Rimi».

## Общественный транспорт
По улице проходят маршруты городских автобусов № 3, 59 и 73.

Улица Тёэстузе
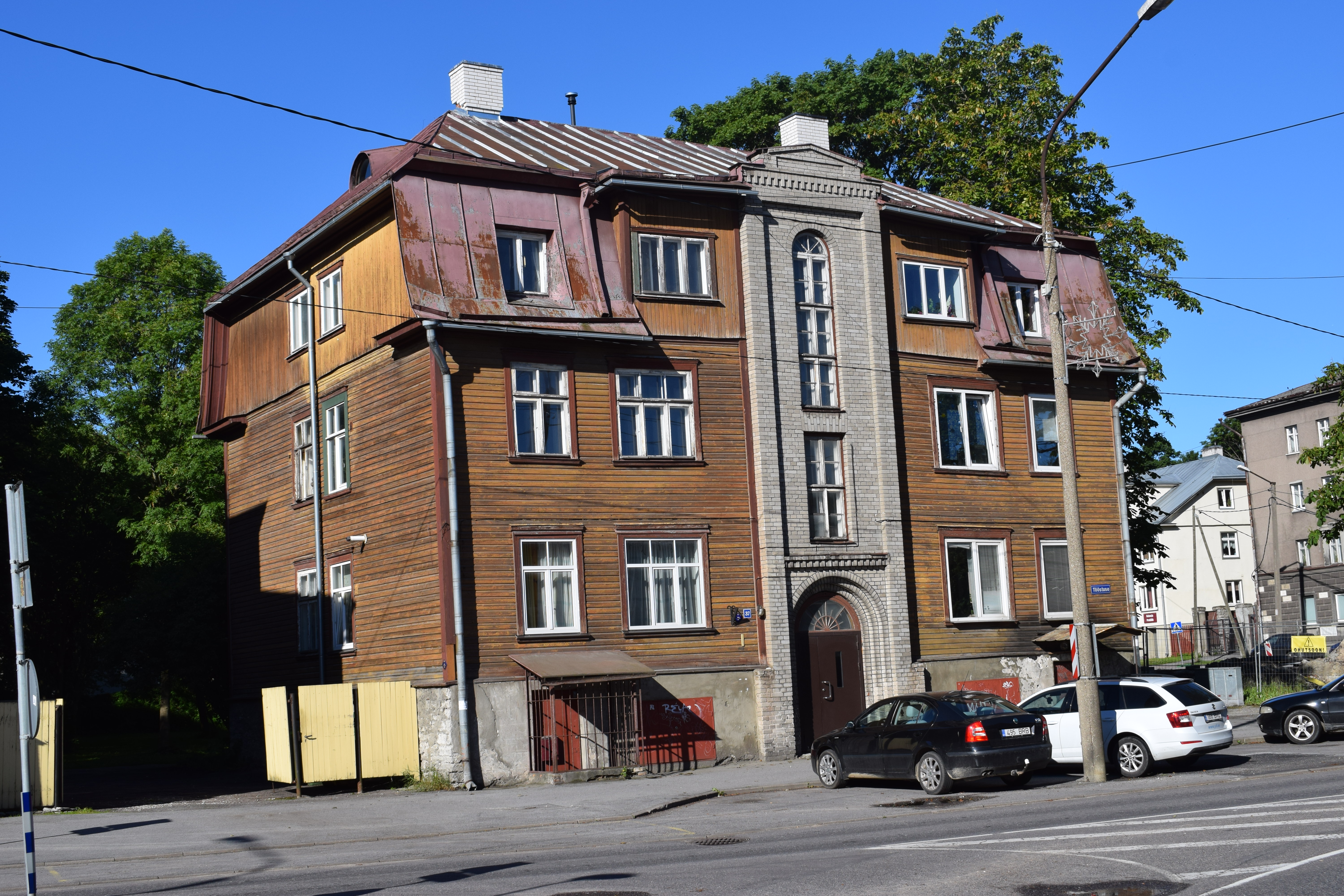
Дом 37, построен в 1920 году
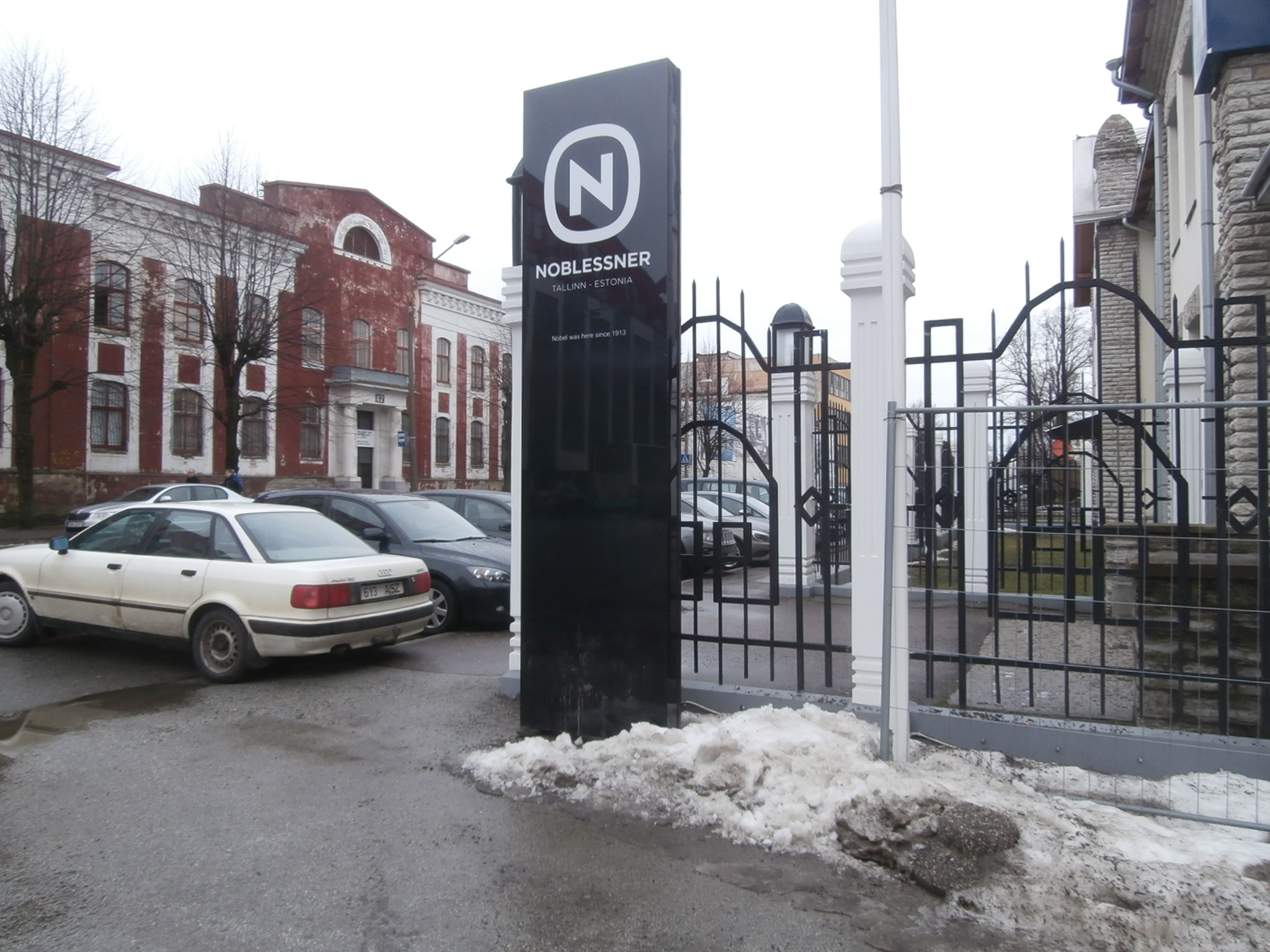
Знак, посвящённый заводу «Ноблесснер»
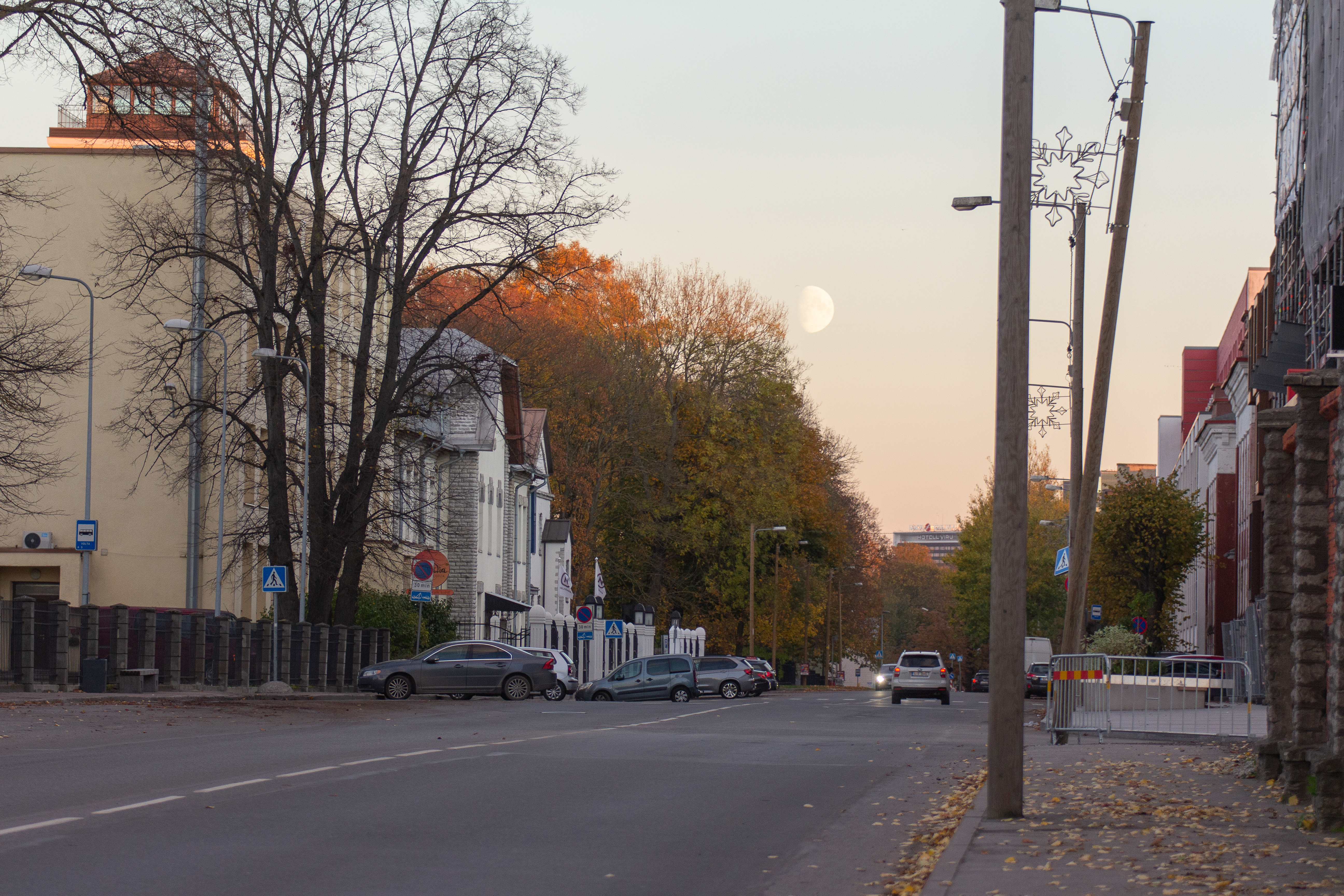
Улица Тёэстузе в районе квартала «Вольта»
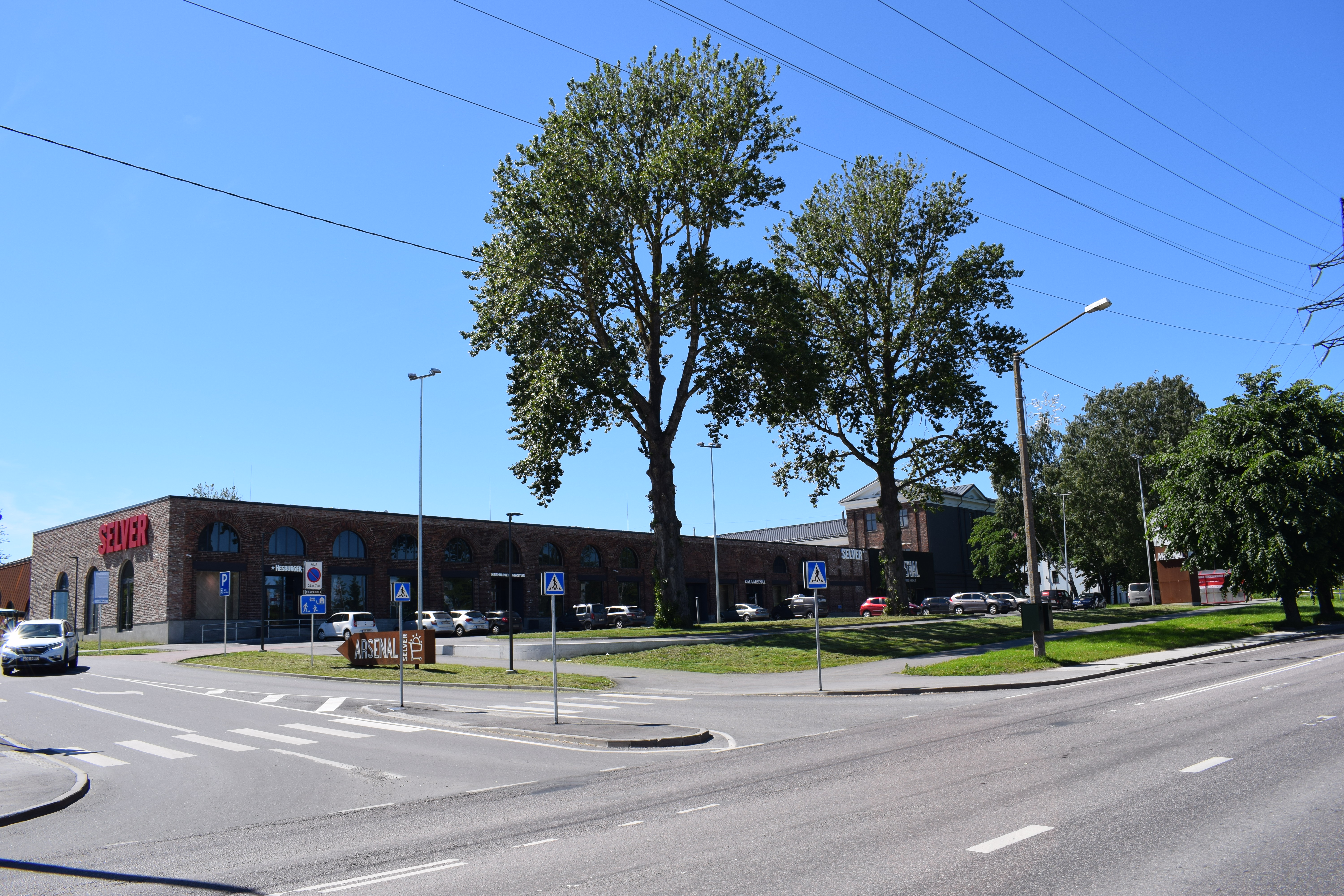
Торговый центр «Арсенал» на перекрёстке улиц Тёэстузе и Эрика (Erika tn 14)
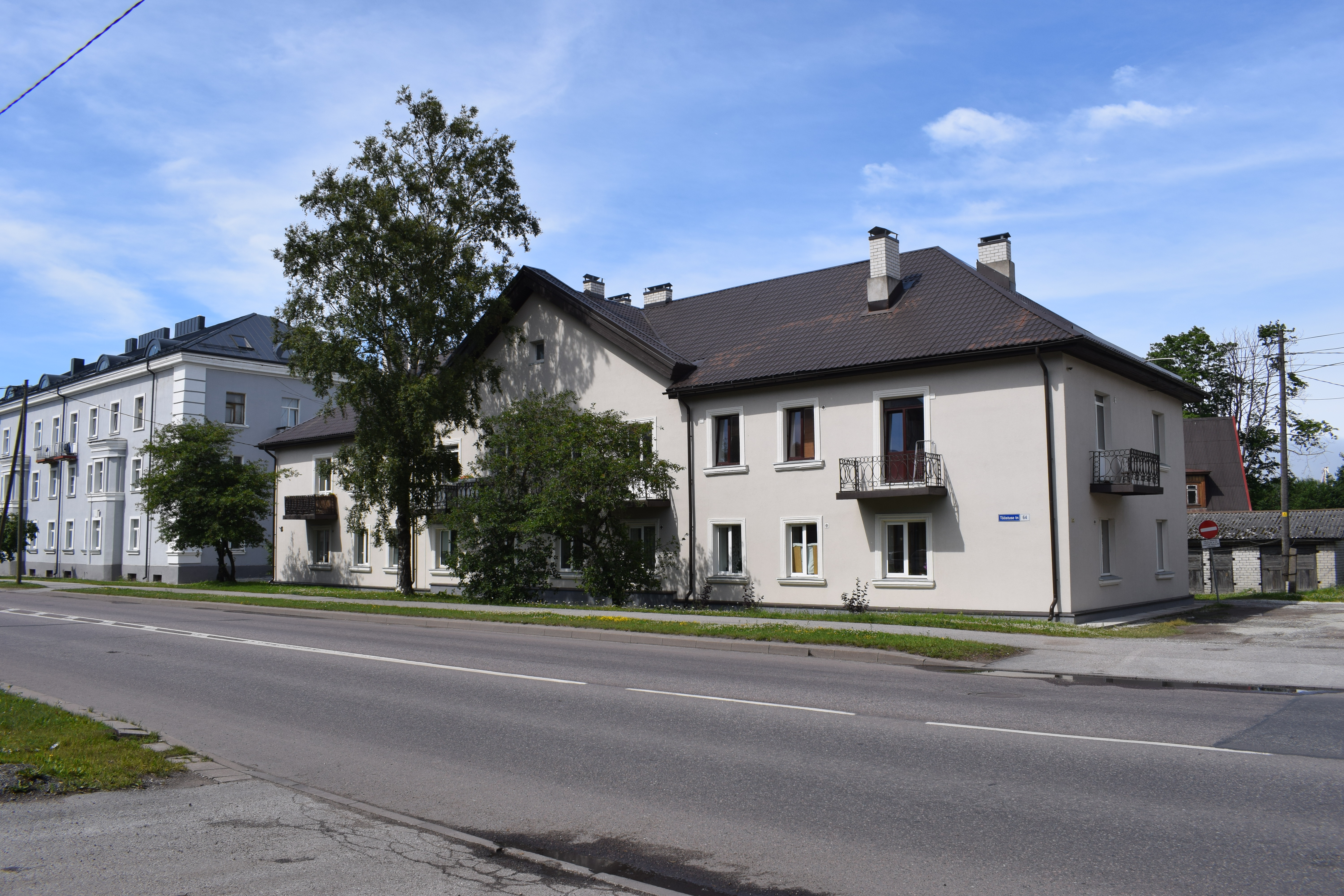
Дом 64, построен в 1952 году
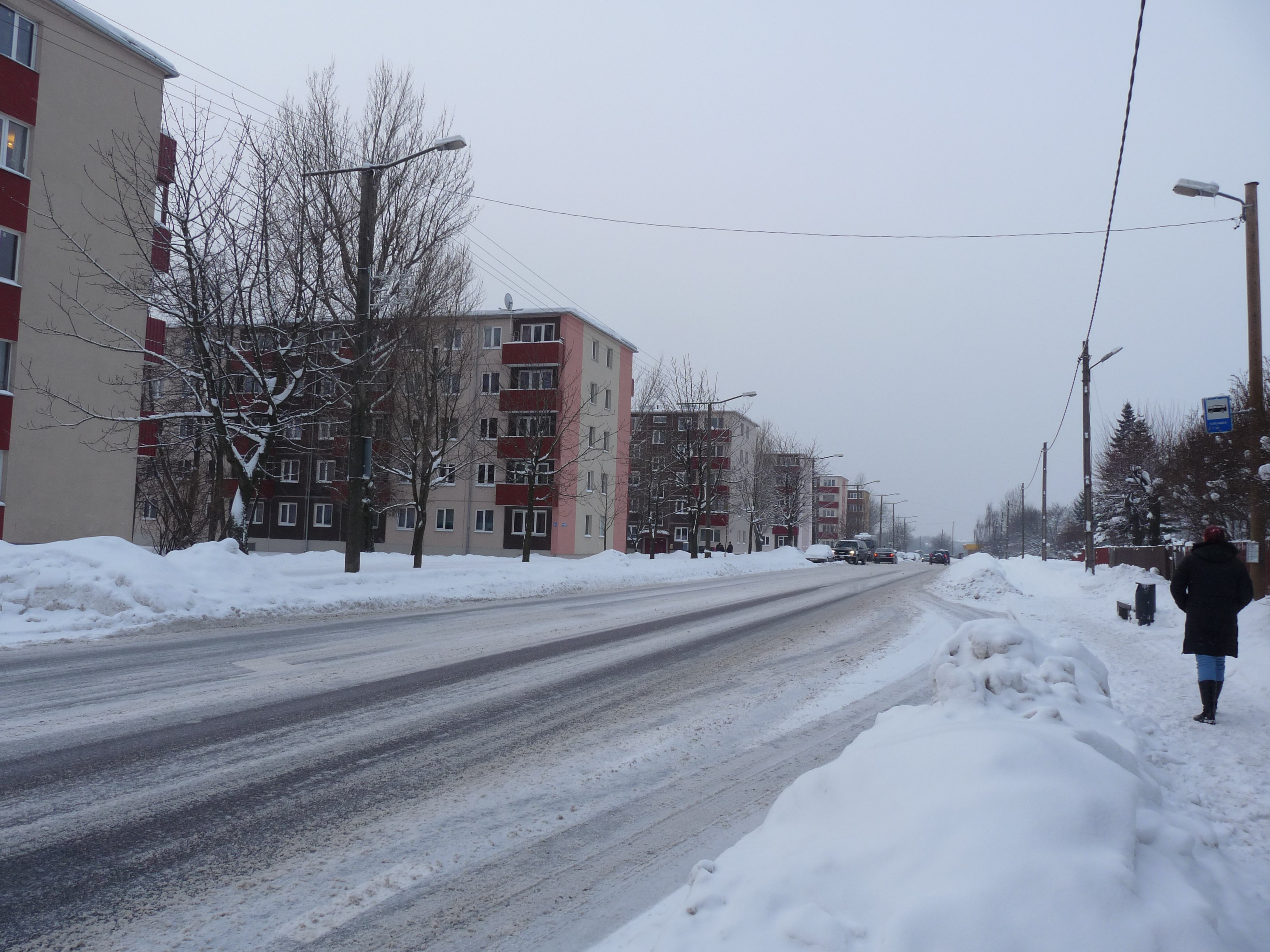
Панельные дома 79, 81, 83, зима 2010 года
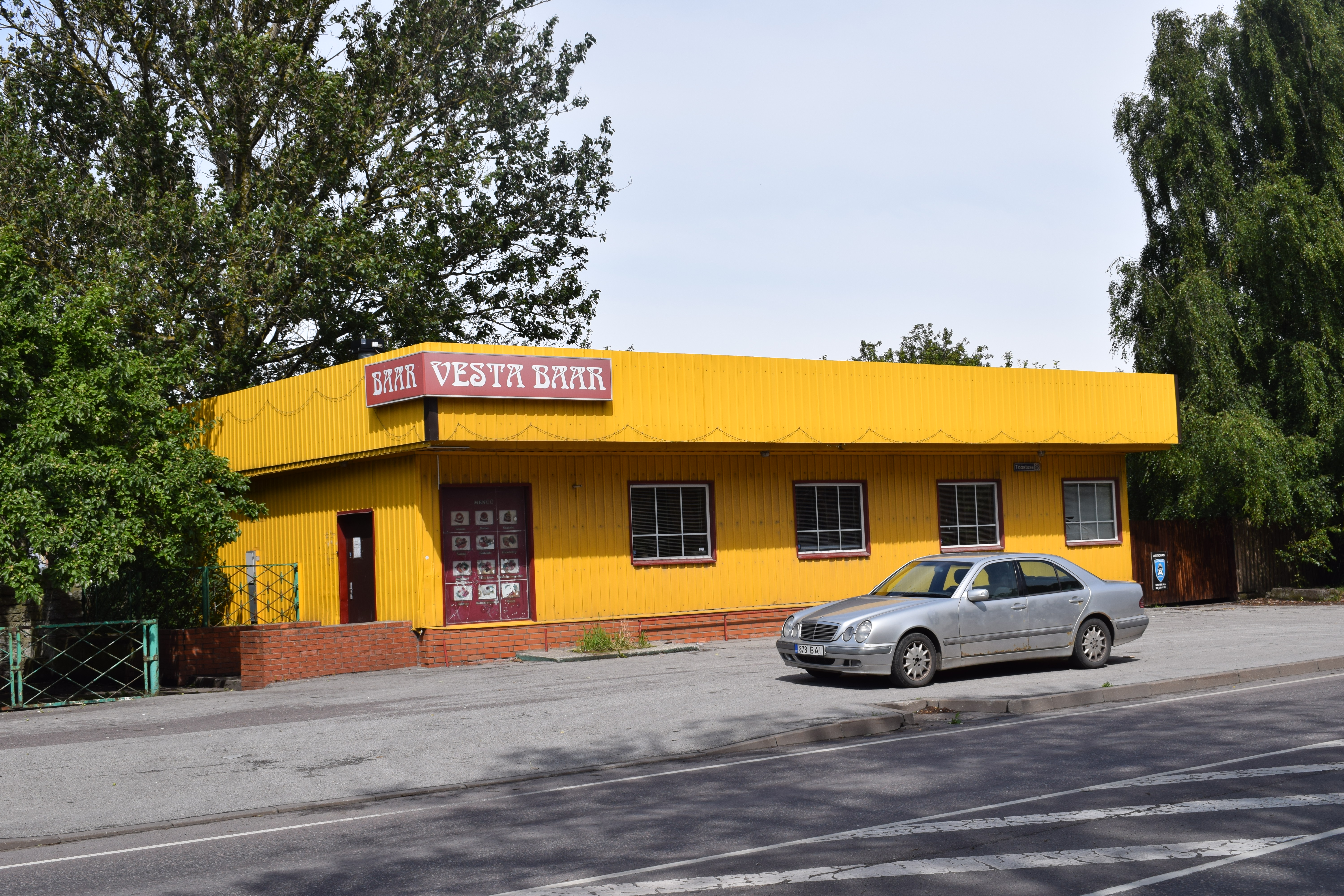
Дом 88, бар «Vesta»
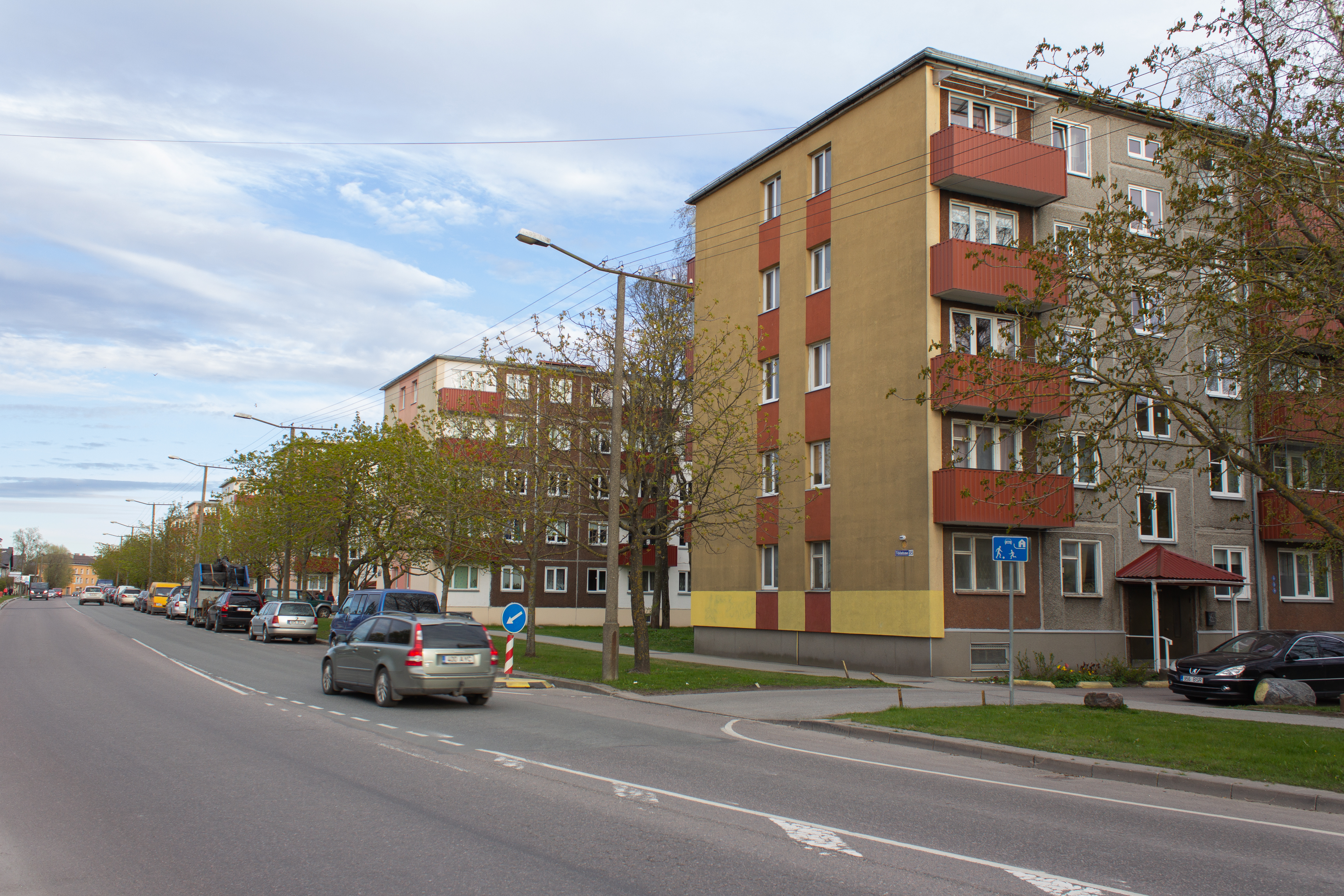
Панельные дома 95, 93, 91, 89, весна 2020 года